# Cellere
Cellere è un comune italiano di 1 092 abitanti della provincia di Viterbo nel Lazio.

## Geografia fisica

### Territorio
Il territorio comunale è interamente collinare con altimetrie decrescenti seguendo l'andamento da nord-est a sud-ovest, corrispondente al percorso dalla zona del lago di Bolsena al litorale tirrenico. I punti più alti si raggiungono nei 562 metri del Monte di Cellere, dove si trova la sorgente del torrente Arrone, e nei 543 metri del Monte Marano (in effetti due rilievi collinari).

### Clima
- Classificazione climatica: zona D, 203

## Storia
L'analisi etimologica le attribuisce origini romane, facendola derivare da un centro anticamente esistito che avrebbe avuto il nome di Cellae Cerris. Tuttavia le prime notizie storicamente attendibili risalgono all'VIII secolo.
La sua storia è caratterizzata dal dominio di vari Signori, sotto l'egemonia ora della Chiesa, ora dei vari Stati limitrofi, fino a che con i Farnese entra a far parte del Ducato di Castro e ne segue, come gli altri Comuni, tutte le vicende fino alla sua dissoluzione nel 1649. Il dominio farnesiano è ricordato da un castello che domina su tutto il paese.
Ritornato quindi alla Chiesa, Cellere segue la sorte del Patrimonio di San Pietro fino alle vicende risorgimentali, per essere poi annessa al Regno d'Italia, grazie anche ai concittadini Tommaso e Francesco Mazzariggi, patrioti purissimi dell'Unità d'Italia.

### Simboli
Lo stemma e il gonfalone sono stati concessi con DPR del 29 maggio 1981.
Lo stemma è uno scudo sannitico d'argento, al cervo al naturale, slanciato sulla campagna di verde e sormontato da tre gigli d'oro.
La figura della cerva è un riferimento a sant'Egidio abate, patrono del paese.
Il gonfalone è un drappo partito di giallo e di verde.

## Monumenti e luoghi d'interesse

### Architetture religiose

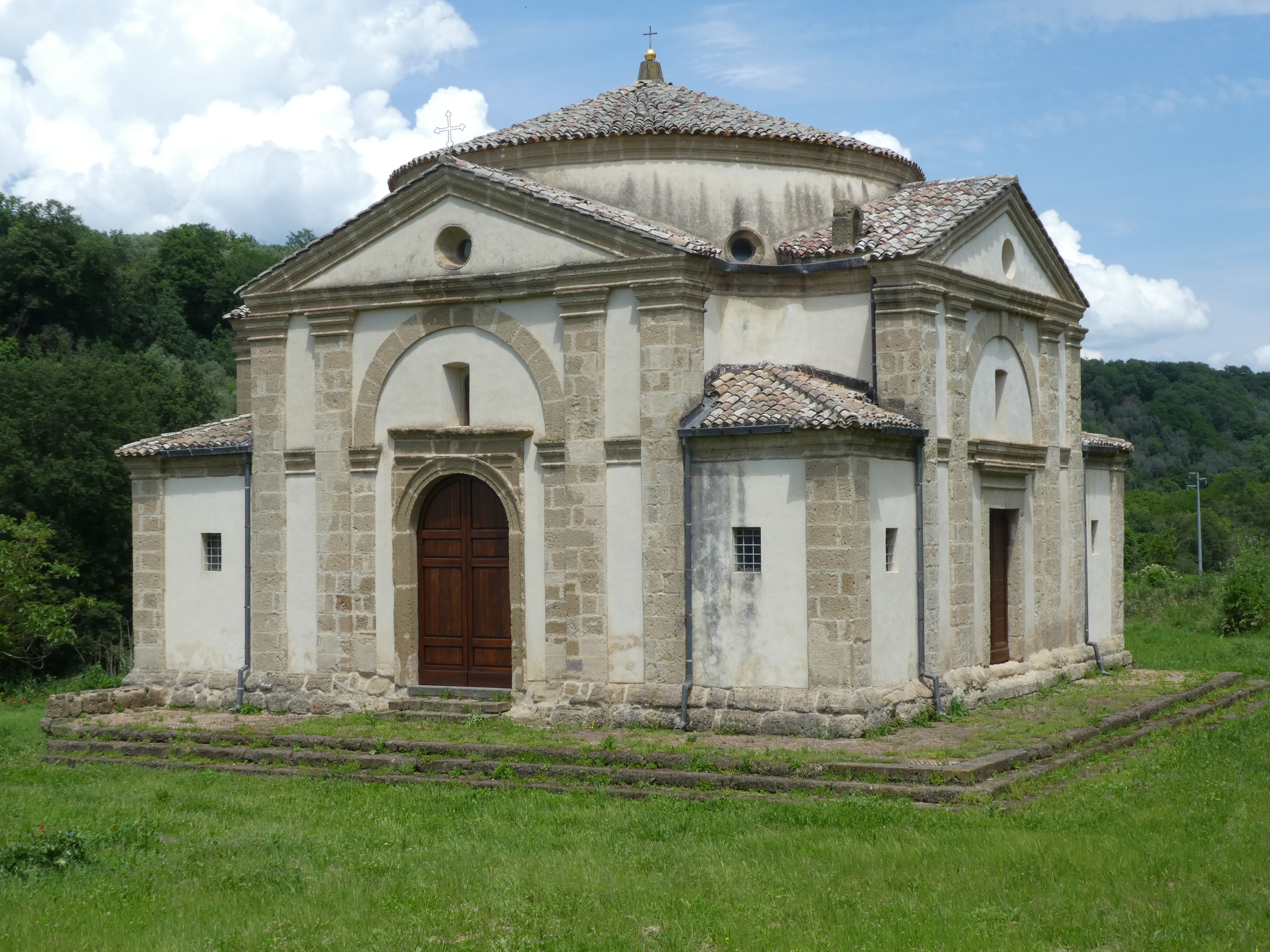
Chiesa di Sant'Egidio Abate

La Chiesa di Sant'Egidio Abate, opera di Antonio da Sangallo il Giovane, è posta in una vallata a circa 200 metri dal paese. Al santo patrono si riferisce anche la cerva che compare al centro del gonfalone del paese: secondo una leggenda popolare, Sant'Egidio viveva in romitaggio in un bosco di Arles, con una cerva che gli teneva compagnia e provvedeva ad alimentarlo con il suo latte.

## Società

### Evoluzione demografica
Abitanti censiti

## Geografia antropica

### Suddivisioni amministrative
- Pianiano: frazione situata a 5 km da Cellere a 310 m s.l.m.[7]

## Economia
Di seguito la tabella storica elaborata dall'Istat a tema Unità locali, intesa come numero di imprese attive, ed addetti, intesi come numero addetti delle unità locali delle imprese attive (valori medi annui).
|         | 2015                  |                              |                            |                |                       |                     | 2014                  |                | 2013                  |                |
| ------- | --------------------- | ---------------------------- | -------------------------- | -------------- | --------------------- | ------------------- | --------------------- | -------------- | --------------------- | -------------- |
|         | Numero imprese attive | % Provinciale Imprese attive | % Regionale Imprese attive | Numero addetti | % Provinciale Addetti | % Regionale Addetti | Numero imprese attive | Numero addetti | Numero imprese attive | Numero addetti |
| Cellere | 67                    | 0,29%                        | 0,01%                      | 100            | 0,17%                 | 0,01%               | 70                    | 104            | 73                    | 104            |
| Viterbo | 23 371                |                              | 5,13%                      | 59 399         |                       | 3,86%               | 23 658                | 59 741         | 24 131                | 61 493         |
| Lazio   | 455 591               |                              |                            | 1 539 359      |                       |                     | 457 686               | 1 510 459      | 464 094               | 1 525 471      |

Nel 2015 le 67 imprese operanti nel territorio comunale, che rappresentavano lo 0,29% del totale provinciale (23 371 imprese attive), hanno occupato 100 addetti, lo 0,17% del dato provinciale (59 399 addetti); in media, ogni impresa nel 2015 ha occupato una persona (1,49).

### Agricoltura
Nelle campagne del territorio comunale si coltiva, tra l'altro, la varietà di olivo da cui si ricava l'olio extra vergine di oliva Canino, che nel 1996 ha ricevuto la DOP.

### Turismo
Il paese a vocazione contadina ha subito un forte incremento turistico motivato, oltre che dalla particolare configurazione geografica, dalla chiesa di Sant'Egidio Abate.

## Amministrazione
Nel 1927, a seguito del riordino delle circoscrizioni provinciali stabilito dal regio decreto n. 1 del 2 gennaio 1927, per volontà del governo fascista, quando venne istituita la provincia di Viterbo, Cellere passò dalla provincia di Roma a quella di Viterbo.

### Altre informazioni amministrative
- Fa parte dell'Associazione nazionale città dell'olio.